# Nipponorthezia taiwaniana
Nipponorthezia taiwaniana är en insektsart som beskrevs av Ferenc Kozár och Wu in Kozár 2004. Nipponorthezia taiwaniana ingår i släktet Nipponorthezia och familjen vaxsköldlöss.
Artens utbredningsområde är Taiwan. Inga underarter finns listade i Catalogue of Life.